# Orlando Magic 1991-1992
La stagione NBA 1991-1992 fu la 3ª stagione della storia degli Orlando Magic che si concluse con un record di 21 vittorie e 61 sconfitte nella regular season, il 7º posto nell'Atlantic Division e il 14° complessivo nella Eastern Conference.
La squadra non riuscì a qualificarsi per i playoff del 1992.

## Draft
| Giro | Scelta | Giocatore       | Posizione | Nazionalità | Università/Club      |
| ---- | ------ | --------------- | --------- | ----------- | -------------------- |
| 1    | 10     | Brian Williams  | centro    | Stati Uniti | Arizona              |
| 1    | 23     | Stanley Roberts | centro    | Stati Uniti | LSU                  |
| 2    | 35     | Chris Corchiani | guardia   | Stati Uniti | North Carolina State |

## Regular season
| Squadra            | V  | P  | %    | GB |
| ------------------ | -- | -- | ---- | -- |
| New York Knicks    | 51 | 31 | 62,2 | -  |
| Boston Celtics     | 51 | 31 | 62,2 | -  |
| New Jersey Nets    | 40 | 42 | 48,8 | 11 |
| Miami Heat         | 38 | 44 | 46,3 | 13 |
| Philadelphia 76ers | 35 | 47 | 42,7 | 16 |
| Washington Bullets | 25 | 57 | 30,5 | 26 |
| Orlando Magic      | 21 | 61 | 25,6 | 30 |

## Play-off
Non qualificata

## Roster
| N° | Naz.                   | Ruolo | Sportivo         | Anno | Alt. | Peso |
| -- | ---------------------- | ----- | ---------------- | ---- | ---- | ---- |
| 3  | Stati Uniti (bandiera) | A     | Dennis Scott     | 1968 | 203  | 104  |
| 4  | Stati Uniti (bandiera) | G     | Scott Skiles     | 1964 | 185  | 82   |
| 5  | Stati Uniti (bandiera) | G     | Stephen Thompson | 1968 | 193  | 84   |
| 8  | Stati Uniti (bandiera) | AC    | Brian Williams   | 1969 | 206  | 107  |
| 11 | Stati Uniti (bandiera) | G     | Sam Vincent      | 1963 | 188  | 84   |
| 13 | Stati Uniti (bandiera) | G     | Chris Corchiani  | 1968 | 183  | 84   |
| 14 | Stati Uniti (bandiera) | GA    | Anthony Bowie    | 1963 | 198  | 86   |
| 15 | Stati Uniti (bandiera) | A     | Sean Higgins     | 1968 | 206  | 93   |
| 20 | Stati Uniti (bandiera) | G     | Morlon Wiley     | 1966 | 193  | 84   |
| 25 | Stati Uniti (bandiera) | GA    | Nick Anderson    | 1968 | 198  | 93   |
| 31 | Stati Uniti (bandiera) | AC    | Jeff Turner      | 1962 | 206  | 104  |
| 32 | Stati Uniti (bandiera) | GA    | Otis Smith       | 1964 | 196  | 95   |
| 33 | Stati Uniti (bandiera) | A     | Terry Catledge   | 1963 | 203  | 100  |
| 34 | Stati Uniti (bandiera) | C     | Greg Kite        | 1961 | 211  | 113  |
| 35 | Stati Uniti (bandiera) | GA    | Jerry Reynolds   | 1962 | 203  | 91   |
| 42 | Stati Uniti (bandiera) | AC    | Mark Acres       | 1962 | 211  | 100  |
| 54 | Stati Uniti (bandiera) | C     | Stanley Roberts  | 1970 | 213  | 129  |

## Staff tecnico
- Allenatore: Matt Guokas
- Vice-allenatori: Brian Hill, John Gabriel

### Arrivi/partenze
Mercato e scambi avvenuti durante la stagione:
Arrivi
| N° | Naz.                   | Ruolo | Sportivo     |  | Alt. |  |
| -- | ---------------------- | ----- | ------------ |  | ---- |  |
| 15 | Stati Uniti (bandiera) | AP    | Sean Higgins |  |      |  |

Partenze
| N° | Naz.                   | Ruolo | Sportivo         |  | Alt. |  |
| -- | ---------------------- | ----- | ---------------- |  | ---- |  |
| 5  | Stati Uniti (bandiera) | G     | Stephen Thompson |  |      |  |
| 20 | Stati Uniti (bandiera) | G     | Morlon Wiley     |  |      |  |

## Premi e onorificenze
- Stanley Roberts incluso nell'NBA All-Rookie Second Team